# Nageltrång
Nageltrång (latin: unguis incarnatus) är när naglar (främst stortånaglar) växer in i huden. Nageltrång orsakar ofta att svallkött och sårbildning uppkommer vid sidan av nageln. Denna sårbildning kan i sin tur ofta bli infekterad med  sekretion av var och kräva särskild behandling. Tillståndet kan ofta behandlas med egenvård, men i en skandinavisk population beräknas ungefär 2 till 4 per 1000 individer per år behöva söka sjukvård för nageltrång.

## Orsaker
Nageltrång inträffar ofta i samband med puberteten och är något vanligare hos pojkar. Till vanliga orsaker räknas att klippa nageln för kort på sidorna, trånga skor eller yttre våld. En vanlig orsak till infekterat nageltrång är Staphylococcus aureus. Till de förebyggande åtgärderna räknas att hålla god fothygien och använda rymliga skor, samt att låta nageln växa ut förbi den laterala nagelvallen och inte klippa den kortare än så.

## Behandling
Förebyggande behandling och egenvårdsråd är i regel tillräckligt. Utöver det kan alsolomslag användas i avsvällande syfte. Väteperoxid eller lapislösning används också som lokalbehandling. Infekterade nageltrång kan  behöva behandlas med antibiotikasalva eller tabletter.

### Königs operation
Komplicerade nageltrång som inte avhjälps av sedvanlig behandling kan åtgärdas kirurgiskt genom Königs operation. Operationen görs vanligtvis med lokalbedövning i form av tåbasblockad inom primärvård och på kirurgmottagningar. Man skär/klipper bort den del av nageln som växer in i huden, vanligtvis den ena eller andra sidan, helt ned till roten. Man försöker att också ta med denna bits nagelbädd med hjälp av en kurett, så att nageln blir smalare när den växer ut igen. Man kan även förstöra den påverkade sidans nagelrot med fenol. Vid behov skärs även en del infekterad hud med eller utan svallkött bort vid operationen.